# Kabīrābād
Kabīrābād (persiska: كبير آباد) är en ort i Iran.   Den ligger i provinsen Teheran, i den centrala delen av landet, 23 km söder om huvudstaden Teheran. Kabīrābād ligger 998 meter över havet och antalet invånare är 391.
Terrängen runt Kabīrābād är huvudsakligen platt, men söderut är den kuperad.Runt Kabīrābād är det tätbefolkat, med 276 invånare per kvadratkilometer. Närmaste större samhälle är Eslāmshahr, 10,2 km nordväst om Kabīrābād. Trakten runt Kabīrābād består i huvudsak av gräsmarker.